# Hướng Đông Nam

La bàn: SE - Đông Nam. SSE - Đông Đông Nam. ESE - Nam Đông Nam

Hướng Đông Nam (tiếng Anh: Southeast, chữ Hán: 東南) hay "Hướng 4 giờ rưỡi" là một hướng địa lý phụ (hướng trung gian), được ký hiệu là SE hoặc ĐN trên la bàn. Hướng này nằm ở chính giữa hướng Đông và hướng Nam, đối diện với hướng Tây Bắc, vuông góc với hướng Tây Nam và hướng Đông Bắc. Hướng Đông Bắc còn để chỉ góc dưới bên phải khi trình bày về các bản đồ, sơ đồ. Phương vị: 135°.

## Hướng phụ thứ cấp
- Hướng Đông Đông Nam (East-southeast) nằm ở chính giữa hướng Đông và hướng Đông Nam, được ký hiệu là là ESE hoặc ĐĐN trên la bàn. Phương vị: 112.5°.
- Hướng Nam Đông Nam (South-southeast) nằm ở chính giữa hướng Nam và hướng Đông Nam, được ký hiệu là là SSE hoặc NĐN trên la bàn. Phương vị: 157.5°.